# Akcija za bolju Hrvatsku
Akcija za bolju Hrvatsku (ABH), bila je hrvatska politička stranka.

## Povijest
Inicijatori osnivanja stranke bili su mr. sc. Željko Sačić, mr. krim. Željko Cvrtila, Domagoj Ante Petrić, Kristijan Fereža, Goran Horvatović, Dražen Šemovčan i Mario Maks Slaviček. ABH bila je stranka demokratskih načela utemeljenih na civilizacijskom nasljeđu kršćanskih vrednota, usmjerena na djelovanje u zaštiti i očuvanju hrvatskih nacionalnih interesa i temeljnih ustavnih vrednota, u prvom redu u zaštiti suverenosti Republike Hrvatske i samoopstojnosti hrvatskog naroda, nacionalnog identiteta, kulturnog naslijeđa, socijalnog mira, gospodarskog razvitka, jednakosti i pravde svih građana Republike Hrvatske.
Osnivačka skupština održana je 30. travnja 2011. godine u Zagrebu. Za predsjednika stranke izabran je mr.sc. Željko Sačić koji u lipnju 2012. godine podnosi neopozivu ostavku iz osobnih razloga. Nakon toga dužnost v.d. predsjednika preuzima mr. krim. Željko Cvrtila, jednoglasnom odlukom Glavnog odbora ABH, a za predsjednika ABH izabire ga Izvanredni izborni sabor ABH održan 23. ožujka 2013. godine.
5. veljače 2014. godine ABH postaje jednom od članica Saveza za Hrvatsku. 4. ožujka 2017. godine u Koncertnoj dvorani Vatroslav Lisinski u Zagrebu održan je ujediniteljski Sabor Akcije za bolju Hrvatsku i Hrvatske konzervativne stranke i tada su zastupnici Hrvatske konzervativna stranke i Akcije za bolju Hrvatsku jednoglasno usvojili odluku o ujedinjenju dviju stranaka. Predsjednik ABH Željko Cvrtila izabran je za političkog tajnika HKS, dok je predsjednik novoosnovane stranke postao vukovarski dogradonačelnik Marijan Pavliček.

## Politički program ABH
Četiri osnovna stupa ABH bila su: 
1. Domovinski obrambeni rat, što podrazumijeva da je početak suvremene države Republike Hrvatske stvoren pobjedom u Domovinskom obrambenom ratu.
2. Samostalna i suverena RH, što podrazumijeva da Hrvatska samo kao samostalna i suverena država može u potpunosti koristiti sve svoje prirodne resurse i ljudske potencijale u korist opstanka i boljeg života hrvatskih građana na ovim prostorima.
3. Kršćanski nazori, usmjereni pozivu građanima da se u svim segmentima svoga života više oslanjaju na kršćanske vrednote kao univerzalne vrijednosti koje svakako vode do boljitka u svim sferama življenja.
4. Čovjek-pojedinac, podrazumijeva čovjeka kao temeljnu i središnju vrednotu, gdje država mora voditi brigu za svakog čovjeka. Čovjek je dio obitelji koja u naravi predstavlja temeljni stup svakog razumnog društva.

## Dosadašnji predsjednici
- Željko Sačić (2011. – 2012.)
- vd. Željko Cvrtila (2012. – 2013.)
- Željko Cvrtila (2013. – 2017.)

## Vanjske poveznice
- Mrežne stranice ABH, u mrežnoj pismohrani archive.org 4. studenoga 2016.